# Pinus sylvestris
Il pino silvestre (Pinus sylvestris L., 1753), conosciuto anche come pino di Scozia, è un albero sempreverde della famiglia delle Pinaceae. È una specie arborea di primaria importanza nel settore forestale e selvicolturale.

## Morfologia
Ha una forma espansa caratteristica, con chioma espansa di un gradevole colore verde glauco. La ramificazione è verticillata in gioventù, poi più irregolare.
Il suo legname è modesto, apprezzato in falegnameria.
Portamento
Alto fino a 40 metri, foglie aghiformi.
Corteccia
Alla base degli alberi adulti è bruna-rossastra e si stacca a placche. Nelle parti più giovani dei rami e del tronco il colore tende al rosso-marrone. A maturità è grigia.
Foglie
Aghiformi, sempreverdi, raggruppate in mazzetti di due aghi (raramente tre o quattro), lunghe circa 3–5 cm (talvolta fino a 10 cm), di colore verde glauco, ritorte e con guaine brunastre alla base.
Coni
È una specie monoica, ma spesso in alcuni esemplari prevalgono nettamente gli sporofilli maschili o femminili. Gli studiosi stigmatizzano questa singolare peculiarità con il termine "sub-dioicismo" che non ha l'equivalente in italiano; tutt'al più si può affermare che Pinus sylvestris ha una tendenza al dioicismo, anche se rimane una specie monoica, come del resto tutte le piante appartenenti al genere Pinus. Gli sporofilli maschili (microsporofilli) formano piccoli coni sessili, penduli, di colore giallo, alla base dei getti dell'anno; quelli femminili (macrosporofilli) formano invece coni rossastri, globosi e generalmente isolati, eretti all'impollinazione, in seguito pendenti e trasformantisi in strobili (pigne) ovali, lunghi circa 3–7 cm, con cortissimo picciolo. Inizialmente verdi, poi grigio-marroncine scure, le pigne si trovano in coppie o in gruppi sugli steli ricurvi. Esse maturano e liberano i semi in tre anni.
Radici
Il pino ha un sistema di radici a fittone con radici laterali che si approfondano e si allontanano orizzontalmente, con cui può penetrare in profondità anche in strati acquiferi.

## Sottospecie e varietà
Nonostante l'enorme areale, le caratteristiche morfologiche rimangono piuttosto uniformi e le variazioni tra individui nella popolazione (intrapopolazionali) sono più ampie delle variazioni tra popolazioni (interpopolazionali). Tuttavia sono state descritte più di 140 sottospecie, varietà e forme botaniche. Normalmente vengono accettate tre varietà che risultano debolmente distinguibili a livello morfologico:
- Pinus sylvestris var. sylvestris → in Europa, in Siberia fino all'estremo orientale del continente asiatico.
- Pinus sylvestris var. hamata Steven → in Ucraina, Caucaso e Turchia.
- Pinus sylvestris var. mongolica Litv. → nel nord della Cina ed attorno al lago Baikal in Siberia.

## Differenze con piante simili
Inconfondibile per gli aghi corti riuniti a due, di colore glauco e soprattutto ritorti a elica; nonché per la corteccia giovanile color rosso mattone. Il portamento è simile al pino marittimo (Pinus pinaster) dal quale si distingue però completamente per il colore della corteccia e delle foglie, che sono più corte e leggermente avvolte, e per gli strobili più piccoli. Nelle forme mature può ricordare il pino da pinoli (Pinus pinea) dato che la chioma è presente solo nel terzo apicale del fusto.

## Ecologia

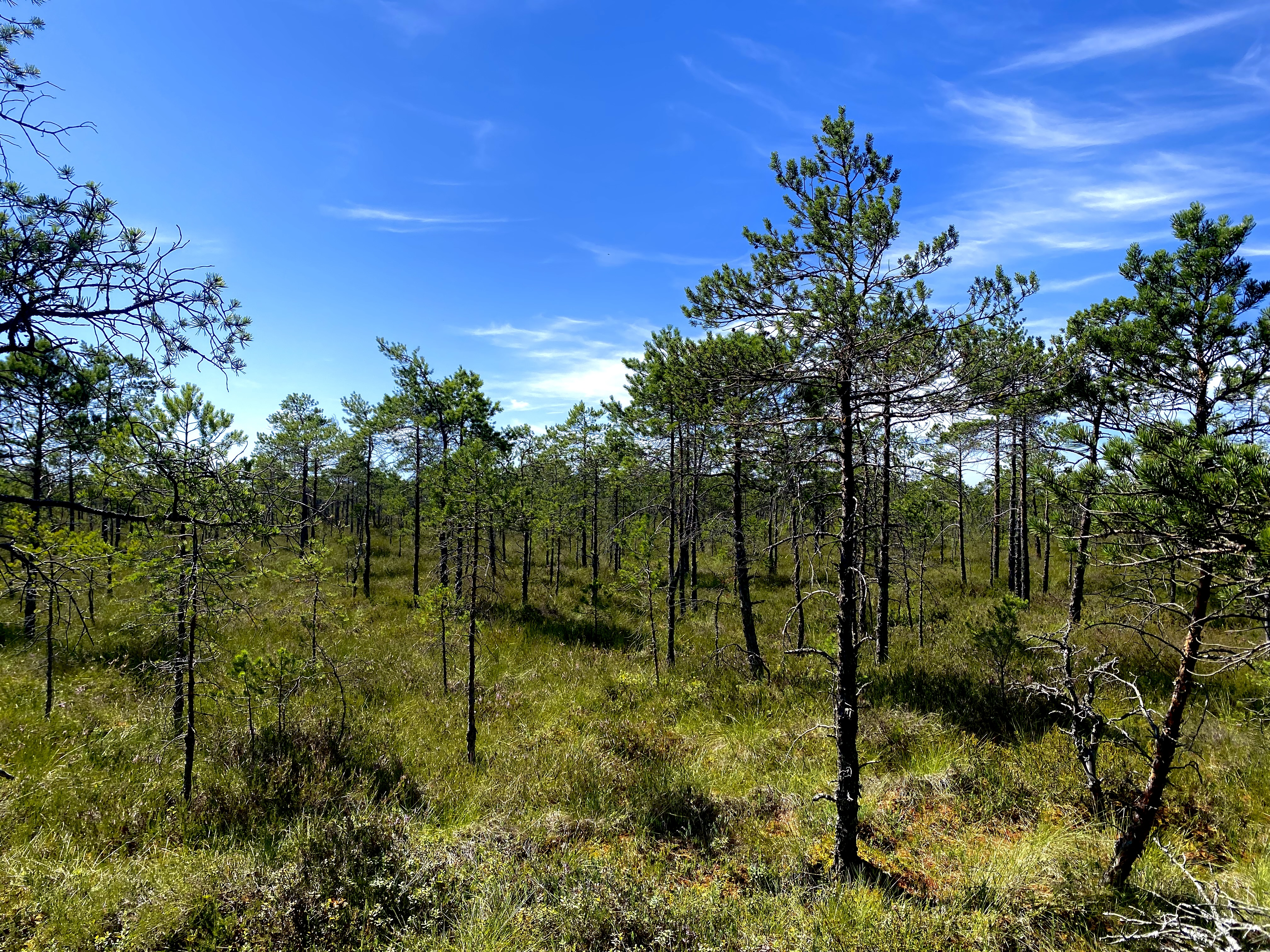
Pini silvestri (Pinus sylvestris) che crescono lungo il margine settentrionale della torbiera nella Riserva Naturale di Teiču, Mētriena Parish, Lettonia. Si noti la dimensione ridotta.

È una pianta colonizzatrice con poche pretese nei riguardi del terreno e della necessità di acqua. È una specie adattabile che preferisce terreni calcarei tra cui quelli argillosi, ma cresce molto bene sia in terreni vulcanici che acidi in generale. Resiste al freddo (microterma) ed al secco; è spiccatamente una pianta eliofila. Frequentemente, soprattutto nelle regioni del nord europa,, si insedia all'interno delle torbiere diventando elemento chiave dell'habitat 91D0*: Torbiere boscate : la crescita in queste condizioni è estremamente lenta con effetti sulla struttura anatomica del legno .

Distribuzione del pino silvestre

## Distribuzione
Il pino silvestre predilige terreni morbidi e areacei della zona temperata settentrionale. Ci sono però anche altre specie di Pinus sylvestris ai margini settentrionali dei tropici. Specie diffusa in varie zone d'Italia del centro-nord. Usato anche nei parchi e nei giardini.
È diffuso nelle Alpi, nonché nell'Europa centrale e settentrionale. In Italia cresce solitamente a quote comprese tra i 400 e 1400 metri (anche se sporadicamente può spingersi fino a 1800–1900 m), e in Piemonte, Lombardia ed Emilia è presente anche a quote relativamente basse (colline del Basso Monferrato e Novarese in popolazioni residue, Langhe; alta pianura asciutta fra il Ticino e l'Adda, in particolare nel Parco del Ticino, Parco delle Groane, parco della Pineta di Appiano Gentile e Tradate e parco della Brughiera briantea, Appennino Emiliano fra i 300 e gli 800 m). Presente in Toscana e in Emilia-Romagna sulle montagne dell'Appennino Tosco-Romagnolo e anche a quote collinari. Forma sia boschi puri che misti, solitamente con l'abete rosso o l'abete bianco. In pianura forma boschi puri o misti con la betulla, il pioppo tremolo o la farnia.

## Utilizzi fitoterapici
Nella medicina popolare gli aghi di pino venivano utilizzati come tali nei suffumigi.
Attualmente, da essi si ottiene, per distillazione, un olio essenziale, ricco in monoterpeni, che ha azione balsamica, sedativa della tosse ed antinfiammatoria. Ad uso topico, ha azione antinfiammatoria e decontratturante.
Talvolta l'olio essenziale di pino può determinare effetti irritativi sulle mucose o sulla cute soprattutto quando viene utilizzato tramite aerosol.

## Impieghi
Gli impieghi del pino silvestre sono variabili. Il legname del pino silvestre si utilizza per costruzioni edilizie e navali, serramenti, strumenti musicali, mobilio, imballaggi, pasta da carta, lavori idraulici ecc.